# Langues en Croatie
La langue officielle de la Croatie est le croate qui est une langue du groupe méridional des langues slaves, de la famille des langues indo-européennes. Même si les linguistes utilisent le terme de serbo-croate (peu à peu remplacé par BCMS) pour définir la langue parlée en Croatie, en Bosnie-Herzégovine, en Serbie et au Monténégro, officiellement le serbo-croate n'existe plus, chaque pays nommant sa langue croate, bosniaque, serbe ou monténégrin. Il n'y a pas d'isoglosse entre ces langues (les locuteurs se comprennent spontanément, sans traducteur), leur définition est historique et politique. En revanche, il y a des différences partielles de lexique (certains mots, certaines conjugaisons ou déclinaisons varient) et une différence d'alphabet : il est latin en Croatie et dans la fédération de Bosnie-et-Herzégovine, tandis qu'en Serbie, au Monténégro et dans la république serbe de Bosnie cohabitent les alphabets cyrillique et latin.

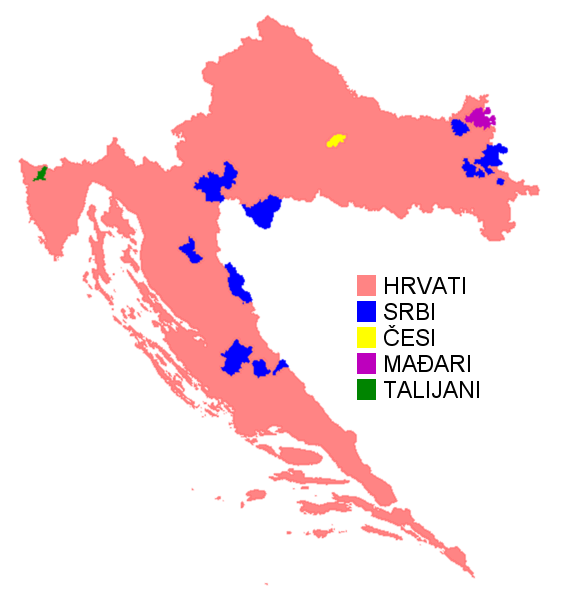
Répartition des nationalités.

L'anglais est beaucoup parlé par les plus jeunes, surtout dans les secteurs du tourisme et du commerce, et l'italien est tout aussi présent, surtout vers la côte Dalmate où il est même la langue officielle de quelques municipalités à égalité avec le croate, mais aussi dans le reste du pays. Pour des raisons historiques, l'allemand est aussi parlé (la Croatie est une ancienne région de l'empire d'Autriche-Hongrie), et aussi, l'allemand est une langue pratiquée par une partie de la diaspora croate qui travaille en Allemagne. Le hongrois, lui, est parlé dans les régions de l'est de la Croatie.
Le Russe, qui jadis était une langue enseignée importante, surtout entre 1955 et 1980, pendant la période de la guerre froide, à fortement décliné depuis le milieu des années 1980, et de nombreux Croates qui savaient le parler, ont depuis oublié la langue, faute de pouvoir parler avec des Russophones. De nos jours, le Russe est appris et par un nombre limité d'étudiants, et par des Croates qui l'ont appris, avant 1990.

## Langues étrangères les plus étudiées
Les langues étrangères les plus étudiées en pourcentage d’élèves qui les apprennent dans l’enseignement secondaire inférieur (CITE 2) en 2009/2010 sont les suivantes, :
| # |
| - |
| 1 |
| 2 |
| 3 |
| 4 |
| - |
| - |

| Langue   | %      |
| -------- | ------ |
| Anglais  | 96,2 % |
| Allemand | 40,8 % |
| Italien  | 10,0 % |
| Français | 1,3 %  |
| Espagnol | 0,1 %  |
| Russe    | 0,0 %  |

Les langues étrangères les plus étudiées en pourcentage d’élèves qui les apprennent dans l’enseignement secondaire supérieur (CITE 3) d’orientation générale et préprofessionnelle/professionnelle en 2009/2010 sont les suivantes :
| # |
| - |
| 1 |
| 2 |
| 3 |
| 4 |
| - |
| - |

| Langue   | %      |
| -------- | ------ |
| Anglais  | 87,7 % |
| Allemand | 39,9 % |
| Italien  | 14,4 % |
| Français | 3,9 %  |
| Espagnol | 0,9 %  |
| Russe    | 0,0 %  |

Les pourcentages d'élèves étudiant l'anglais, le français, l'allemand, l'espagnol et le russe dans l’enseignement secondaire supérieur (niveau CITE 3) d’orientation générale en 2009/2010 sont les suivants :
| # |
| - |
| - |
| - |
| - |
| - |
| - |
| - |

| Langue   | %          |
| -------- | ---------- |
| Anglais  | 98,9 %     |
| Allemand | 61,2 %     |
| Italien  | 0 à 50,2 % |
| Français | 3,8 %      |
| Espagnol | 2,6 %      |
| Russe    | 0,0 %      |

Les pourcentages d'élèves étudiant l'anglais, le français, l'allemand, l'espagnol et le russe dans l’enseignement secondaire supérieur (niveau CITE 3) d’orientation préprofessionnelle/professionnelle en 2009/2010 sont les suivants :
| # |
| - |
| - |
| - |
| - |
| - |
| - |
| - |

| Langue   | %          |
| -------- | ---------- |
| Anglais  | 83,2 %     |
| Allemand | 31,3 %     |
| Italien  | 0 à 20,2 % |
| Français | 3,9 %      |
| Espagnol | 0,2 %      |
| Russe    | 0,0 %      |